# Durutli (Dojran)
Durutli (macedónul: Дурутли, törökül Durutlu) település Észak-Macedóniában, a Délkeleti körzet Dojrani járásában.

## Népesség
| Lakosok száma | 141  | 157  | 105  | 69   | 82   | 45   | 41   | 16   | 4    |
|               | 1948 | 1953 | 1961 | 1971 | 1981 | 1991 | 1994 | 2002 | 2021 |

2002-ben 16 lakosa volt, akik mindannyian törökök.